# Кальцийпентаникель
Кальцийпентаникель — интерметаллид никеля и кальция состава CaNi5.

## Получение
Сплавление стехиометрических количеств чистых веществ:
{\displaystyle {\mathsf {5Ni+Ca\ {\xrightarrow {1230^{o}C}}\ CaNi_{5}}}}
Соединение образуется по перитектической реакции при температуре 1230 °С или конгруэнтно плавится при температуре 1206 °С.

## Физические свойства
Кальцийпентаникель кристаллизуется в гексагональной сингонии, пространственная группа P 6/mmm, параметры ячейки a = 0,49516 нм, c = 0,39373 нм, Z = 1, структура типа пентамедькальция CaCu5.

## Химические свойства
С водородом образует фазу переменного состава NiCa5Hx, где x = 4÷6.